# 兒童性誘拐
兒童性誘拐（英語：Child grooming）指的是刻意與兒童（有時也包括兒童的家人）建立情感關係，以降低兒童或其家人的戒心，進而達到性虐待的目的。這種行徑也常用於引誘兒童從事各種非法活動，如童工、兒童賣淫、網路性交易，或製作兒童色情產品等。
自1921年《抑止婦女及兒童販運國際公約》實施以來，兒童性誘拐已遭各國政府以各種方式禁止，該公約是國際聯盟為解決婦女與兒童人口販運問題而議定的多邊條約。當時這類人口販運網絡遍及全球。2010年，英國兒童剝削與在線保護指揮部進一步定義「地方誘拐」的概念，用於說明地方幫派誘拐所在鄰里兒童的現象。

## 特徵
為了與兒童的家人建立良好關係，兒童誘拐者可能會做幾件事情：他們會試圖接近兒童或父母、獲得信任，以接近兒童；誘拐者與受害家庭之間的信任關係，讓兒童的父母比較不會相信相關指控。誘拐者也可能會找機會與兒童單獨相處（例如：擔任保姆）、邀請兒童過夜，藉機同床、給予兒童禮物或金錢，換取性接觸機會（也可能沒有特定目的）。通常性誘拐犯會讓兒童觀看色情產品，或與兒童談論性話題，希望讓兒童容易接受這類行為，為自己的行徑取得正當性。他們也可能與兒童擁抱、親吻，或發生其他肢體接觸，即使兒童並不喜歡這類碰觸。
兒童性誘拐嫌疑犯會使用所謂的「幻想辯護」方法，來開脫自己在網路社群上接觸兒童的不當行為。他們辯稱自己只是表達內心的幻想，不代表他們未來真的會去實行。在美國，判例法對這二種情況有所區分，部分嫌犯成功使用這類辯護方法脫罪。

## 網際網路上的兒童性誘拐

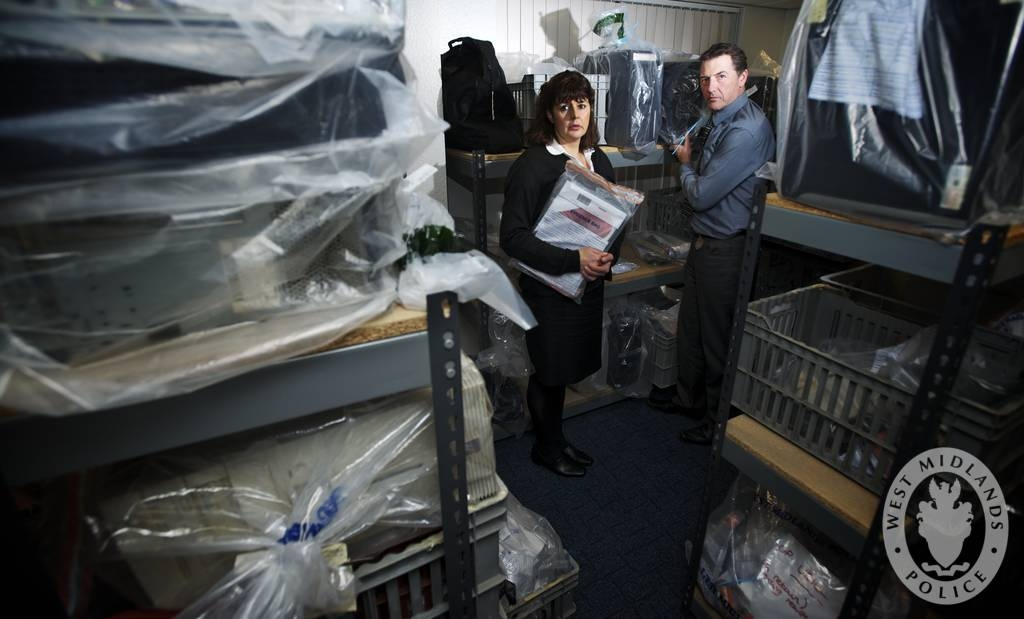
英國兒童剝削與在線保護指揮部（CEOP）探員與被查扣的電腦、手機和儲存裝置，這些物品由兒童性誘拐嫌犯持有。

誘拐者也會利用網際網路接觸兒童。某些誘拐者（有些會偽裝成未成年者）會在網路上和兒童聊天，並安排線下會面。這類案件的受害者年齡以13歲至17歲最為常見（約99%），其中又以13歲至14歲的青少年最多（約48%）。大多數受害者是女孩，且多數誘拐行為是以手機作為媒介。有行為問題的兒童及青少年，尤其是「引人注意」者，更容易受到誘拐。
社交網站Facebook是否有採取足夠措施防範兒童性誘拐案件，已成為眾矢之的。英國兒童剝削與在線保護指揮部領袖吉姆·甘波爾在2010年表示，他的辦公室2009年時收到292件來自Facebook使用者的投訴，但這些投訴都不是由Facebook轉寄的。Facebook發言人與甘波爾會面後表示，該公司「非常重視」兒童網路安全問題。2003年，微軟旗下通訊軟體MSN在聊天室功能中加入限制，協助兒童免於遭受成人性話題影響。2005年，紐約州總檢察長辦公室立案調查雅虎公司旗下即時通訊軟體的聊天室功能；該辦公室指控雅虎容許使用者成立用於兒童性誘拐目的的聊天室，雅虎則在同年10月承諾將「實施兒童保護措施及程序」，並已開發程式分析聊天室與即時通訊紀錄中的可疑內容。除了社交網站、軟體外，家長也可以為兒童建立安全的上網環境，減少遇到誘拐者的風險。
此外，戀童癖及兒童性剝削罪犯也會利用網路從事性交易。戀童癖獲得當地的兒童性交易皮條客（通常是兒童的父母或鄰居）信任後，就有可能利用網路性剝削兒童。